# Gran sello del estado de Carolina del Sur
El gran sello del estado de Carolina del Sur  fue adoptado en 1776.

## Descripción
El sello está formado por dos áreas elípticas, vinculadas por ramas de palma.

### Óvalo de la izquierda
La imagen de la izquierda está dominada por un árbol de palmera enana americana erguido y otro árbol caído y roto. Esta escena representa la batalla del 28 de junio de 1776, entre los defensores de la fortaleza inacabada de la isla de Sullivan, y la flota británica. Por supuesto, el árbol en pie representa a los defensores victoriosos, y el árbol caído a la flota británica. Unidas a la palmera, con el lema "Quis separabit?" (¿Quién [nos] separará?), hay 12 lanzas que representan los primeros 12 estados de la Unión. Alrededor de la imagen, en la parte superior, está «South Carolina» (Carolina del Sur), y por debajo, «animis Opibusque Parati»" (Preparados de mente y recursos).

### Óvalo de la derecha
La otra imagen en el sello representa a una mujer caminando por la orilla, que está llena de armas. La mujer, que simboliza la Esperanza, porta una rama de laurel mientras el sol sale detrás de ella. Por debajo de la imagen aparece la palabra «Spes» (Esperanza), y sobre la imagen el lema «Dum Spiro Spero» (Mientras respiro, hay Esperanza [mientras hay vida, hay esperanza ).

## Sellos del Gobierno de Carolina del Sur

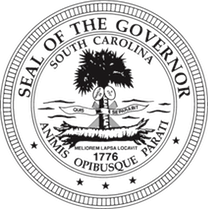
Sello del Gobernador de Carolina del Sur
Sello del Vicegobernador de Carolina del Sur
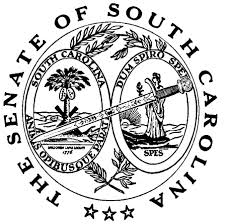
Sello del Senado de Carolina del Sur
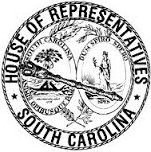
Sello de la Cámara de Representantes de Carolina del Sur
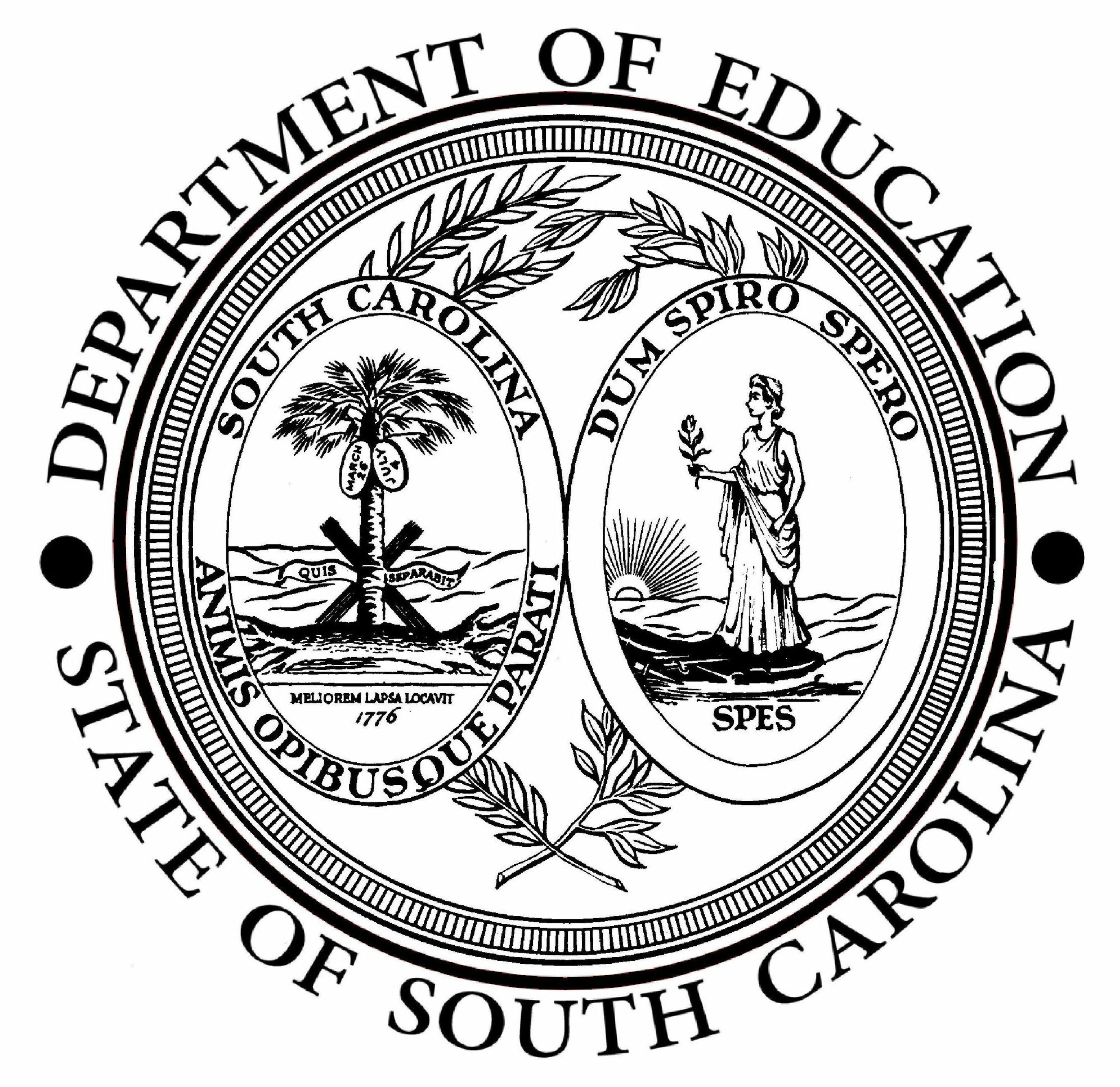
Sello del Departamento de Educación de Carolina del Sur
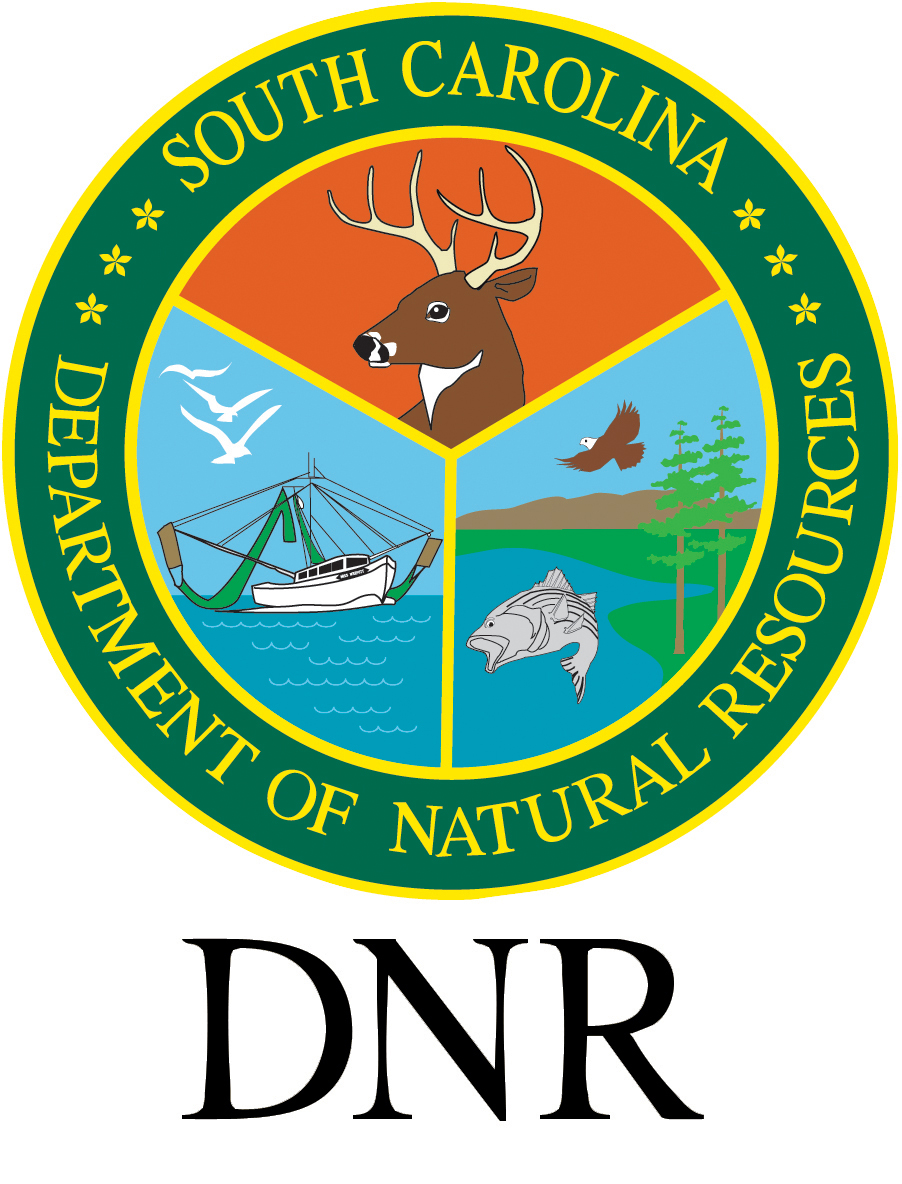
Sello del Departamento de Recursos Naturales de Carolina del Sur
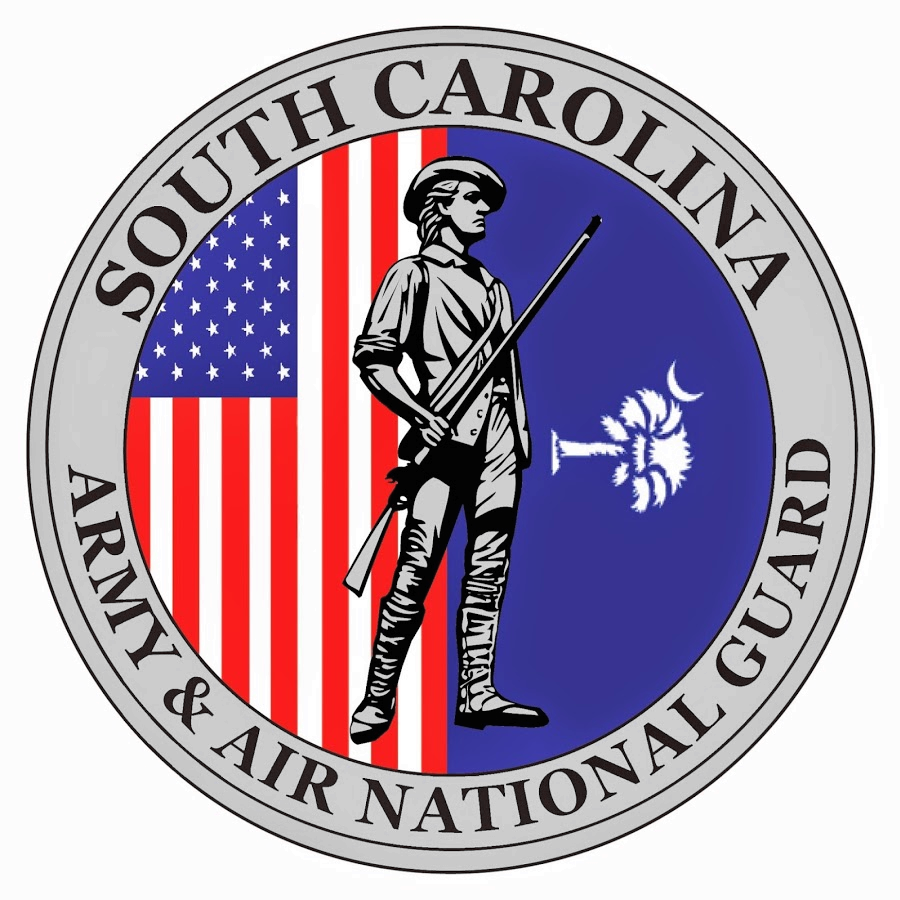
Sello de la Guardia Nacional de Carolina del Sur
Esquema de color alternativo para el sello estatal